# Kueneng
Kueneng (Koeneng, Kwening) ist ein Ort und ein Community Council im Distrikt Berea im Königreich Lesotho. Im Jahre 2006 hatte der Bezirk eine Bevölkerung von 21.887 Personen.

## Geographie
Das Community Council erstreckt sich über ein Gebiet im Norden des Distrikts Berea. Der geographische Mittelpunkt bei Kueneng liegt auf einer Höhe von ca. 1819 m am Fuße des gleichnamigen Berges Koeneng.
Zum Council gehören die Orte:
| - Bakaneng - Baking - Bela-Bela (Moreneng) - Bela-Bela West - Ha Mahlabachana (Bela-Bela) - Ha ’Makotola - Ha Hlajoane - Ha Khasane - Ha Khororo - Ha Kopi - Ha Lebentlele - Ha Lephallo - Ha Letsoela - Ha Leutsoa - Ha Makhetha - Ha Makotola - Ha Malibeng | - Ha Masasa - Ha Mashetla - Ha Matooane - Ha Matsoai - Ha Mohale - Ha Monyatso - Ha Mora-Thaba - Ha Moratoe - Ha Matseketseke - Ha Moshoai - Ha Mpiti - Ha Nkhekhe - Ha Nkuebe - Ha Nteleki - Ha Ntisa - Ha Ntoro - Ha Pakalitha | - Ha Peete - Ha Pelele (Lipeleseng) - Ha Pitso - Ha Qopana - Ha Rajone - Ha Ralekeke - Ha Raletsae - Ha Ratomo - Ha Seisa (Kolojane) - Ha Thuhloane - Ha Tlelaka - Ha Tšepo (Kolojane) - Ha Tsolo - Ha Khotsi - Likhutlong - Lilepeng (Kolojane) - Mafika-Lisiu (Masaleng) | - Mafotholeng - Mafotholeng (Motse-Mocha) - ’Malebesana (Ha Nyaka) - Maphiring - Masaleng (Lejoe-Motho) - Mechaling - Moeaneng (Bela-Bela) - Moetsuoa - Mokomahatsi - Moneaneng - Morapamiseng - Motse-Mocha - Paballong - Seatoma - Seforong - Thabana-Ntlenyana - Tuke (Kueneng) |

## Bildung
Bei Bela-Bela liegt die Missionsstation St. Theresa’s, die 1931 gegründet wurde. Es entstand am Anfang eine Grundschule und eine Klinik. Heute gibt es auch eine 'Secondary High School'  (Holy Names High School) mit ca. 550 Schülern, von denen bis zu 55 Internatsschüler sind.